# Fisherman's Woman
Fisherman's Woman är ett album av Emilíana Torrini, utgivet 2005. Låtarna "Lifesaver", "Sunny Road", och "Heartstopper", släpptes som singlar.

## Låtlista
1. "Nothing Brings Me Down" – 3:56
2. "Sunny Road" – 3:04
3. "Snow" – 1:58
4. "Lifesaver" – 4:00
5. "Honeymoon Child" – 3:09
6. "Today Has Been OK" – 3:31
7. "Next Time Around" – 3:36
8. "Heartstopper" – 3:02
9. "At Least It Was" – 4:18
10. "Fisherman's Woman" – 1:51
11. "Thinking Out Loud" – 3:21
12. "Serenade" – 3:37